# Polonia Warszawa w sezonie 2011/2012
Sezon 2011/2012 to 85 sezon w historii Polonii Warszawa.

## Przebieg sezonu
Sezon 2010/11 piłkarze Polonii Warszawa zakończyli 29 maja wyjazdowym zwycięstwem 2:0, odniesionym nad Wisłą Kraków. Dwa dni później, 1 czerwca, piłkarze udali się na urlopy, które zakończyły się 21 czerwca. Przez pięć dni zawodnicy trenowali w Warszawie, następnie wyjechali na pierwsze zgrupowanie do Grodziska Wielkopolskiego, gdzie rozegrali dwa sparingi(z Lechią Gdańsk i Wartą Poznań). 5 lipca zawodnicy powrócili do Warszawy, skąd pięć dni później odlecieli do austriackiego Seefeld in Tirol, gdzie Polonia rozegrała trzy mecze kontrolne (z SC Freiburg, Borussią Dortmund i Olympiakosem Pireus). Podczas tego zgrupowania zespół dokonał wyboru kapitana i rady drużyny. Kapitanem wybrano Łukasza Trałkę, jego zastępcą Radka Mynářa, a oprócz nich do rady zespołu weszli także Marcin Baszczyński, Łukasz Piątek i Sebastian Przyrowski.
Zespół powrócił do kraju 20 lipca i trzy dni później rozegrał sparing z Podbeskidziem (pierwotnie rywalem miał być ŁKS).
Polonia otrzymała licencję na grę w Ekstraklasie 27 maja 2011 i sezon rozpoczął się dla niej 29 lipca, kiedy to rozegrana została pierwsza kolejka ligowa, w której Czarne Koszule pokonały Lechię Gdańsk 1:0. Sezon zakończył się 6 maja 2012 meczem wyjazdowym z Podbeskidziem Bielsko Biała.
W trakcie rozgrywek, 27 marca, został zwolniony trener Jacek Zieliński. Jego miejsce, następnego dnia, zajął Czesław Michniewicz. Po zakończeniu rozgrywek, ze względu na ogólną sytuację w klubie, ten trener także został zwolniony. Przygotowaniami do następnego sezonu zajął się Jarosław Bako, wcześniej trener bramkarzy ME.
11 października 2011 roku, w klubie, zatrudniono byłego reprezentanta kraju Włodzimierza Lubańskiego na stanowisku dyrektora do spraw sportowych. Po trzech miesiącach został on zwolniony przez prezesa klubu, Józefa Wojciechowskiego.

## Skład
| Nr | P  | Nar                | Imię i nazwisko       | Wiek | Od   | M   | G  | Do   | Koszt                         | Uwagi                 |
| -- | -- | ------------------ | --------------------- | ---- | ---- | --- | -- | ---- | ----------------------------- | --------------------- |
| 1  | BR | Polska             | Michał Gliwa          | 22   | 2008 | 27  | 0  | 2014 | Groclin                       |                       |
| 2  | PO | Czechy             | Radek Mynář           | 36   | 2008 | 63  | 2  | 2012 | Groclin                       | wicekapitan           |
| 3  | PO | Macedonia Północna | Ałeksandar Todorowski | 27   | 2011 | 16  | 0  | 2014 | Wolny                         |                       |
| 4  | OB | Polska             | Marcin Baszczyński    | 34   | 2011 | 23  | 0  | 2013 | Wolny                         |                       |
| 5  | ŚO | Serbia             | Đorđe Čotra           | 26   | 2011 | 22  | 0  | 2013 | 300 tys. €                    |                       |
| 6  | ŚO | Polska             | Tomasz Jodłowiec      | 25   | 2008 | 99  | 4  | 2012 | Groclin                       |                       |
| 7  | ŚP | Polska             | Michał Ciarkowski     | 21   | 2008 | 2   | 0  | bd   | Groclin                       | Wypożyczony           |
| 7  | N  | Polska             | Paweł Wszołek         | 18   | 2009 | 33  | 2  | 2013 | bd                            |                       |
| 8  | ŚP | Słowacja           | Róbert Jež            | 29   | 2011 | 21  | 2  | 2014 | 4 mln zł + Daniel Gołębiewski |                       |
| 9  | N  | Albania            | Edgar Çani            | 22   | 2011 | 26  | 11 | 2015 | bd                            |                       |
| 10 | N  | Austria            | Daniel Sikorski       | 23   | 2011 | 15  | 0  | 2015 | 4 mln zł + Daniel Gołębiewski |                       |
| 13 | ŚO | Polska             | Adam Kokoszka         | 24   | 2011 | 27  | 0  | 2014 | n/a                           |                       |
| 14 | PS | Polska             | Miłosz Przybecki      | 20   | 2011 | 2   | 0  | 2014 | Wolny                         |                       |
| 15 | PS | Polska             | Grzegorz Bonin        | 27   | 2011 | 12  | 0  | 2014 | Wolny                         |                       |
| 17 | N  | Polska             | Łukasz Teodorczyk     | 19   | 2010 | 17  | 3  | 2011 | bd                            |                       |
| 18 | ŚP | Polska             | Łukasz Trałka         | 27   | 2009 | 92  | 7  | 2012 | 300 tys. zł                   | Kapitan               |
| 21 | ŚO | Polska             | Maciej Sadlok         | 21   | 2010 | 31  | 0  | 2014 | 2,7 mln zł                    |                       |
| 22 | LO | Polska             | Tomasz Brzyski        | 29   | 2010 | 63  | 3  | 2012 | 300 tys. zł                   |                       |
| 24 | ŚO | Polska             | Daniel Kokosiński     | 25   | 2009 | 3   | 0  | 2012 | bd                            | Przesunięty do rezerw |
| 24 | PO | Polska             | Jakub Tosik           | 24   | 2010 | 35  | 0  | 2013 | Wolny                         |                       |
| 26 | DP | Polska             | Krystian Feciuch      | 22   | 2008 | 3   | 0  | bd   | Groclin                       |                       |
| 28 | ŚP | Polska             | Łukasz Piątek         | 25   | 2004 | 152 | 13 | 2014 | Wychowanek                    |                       |
| 29 | N  | Czechy             | Pavel Šultes          | 25   | 2011 | 27  | 2  | 2014 | 1 mln zł                      |                       |
| 29 | BR | Polska             | Arkadiusz Onyszko     | 37   | 2010 | 0   | 0  | 2012 | Wolny                         | (nerki)               |
| 30 | BR | Polska             | Łukasz Skowron        | 19   | 2009 | 0   | 0  | bd   | bd                            | Wypożyczony           |
| 32 | LS | Brazylia           | Bruno                 | 24   | 2010 | 46  | 11 | 2013 | 200 tys. €                    |                       |
| 33 | ŚO | Polska             | Daniel Ciach          | 20   | 2008 | 3   | 0  | 2012 | Groclin                       |                       |
| 81 | BR | Polska             | Sebastian Przyrowski  | 29   | 2008 | 92  | 0  | 2014 | Groclin                       |                       |
| ?  | ŚO | Polska             | Tomasz Wełna          | 20   | 2006 | 0   | 0  | bd   | Wychowanek                    |                       |

Uwagi:
- zawodnicy, przy których cenie podano Groclin są byłymi zawodnikami tego zespołu, którzy zasilili Polonię w efekcie zakupu Groclinu przez Józefa Wojciechowskiego
- uwzględniono mecze i gole ligowe wyłącznie dla Polonii do zakończenia sezonu 2011/12
- Obrazek  oznacza kontuzję, w miarę możliwości podano czego jest to kontuzja

## Nowe kontrakty
| Nr | P  | Nar       | Imię i nazwisko      | Wiek | Status    | Długość | Do   | Źródło        |
| -- | -- | --------- | -------------------- | ---- | --------- | ------- | ---- | ------------- |
| 16 | DP | Hiszpania | Andreu               | 27   | Odrzucono | rok     | 2012 | [ 20 ]        |
| 28 | ŚP | Polska    | Łukasz Piątek        | 25   | Podpisano | 3 lata  | 2014 | [ 21 ]        |
| 10 | PS | Polska    | Adrian Mierzejewski  | 24   | Podpisano | rok     | 2014 | [ 22 ]        |
| 9  | LS | Polska    | Euzebiusz Smolarek   | 30   | Odrzucono | rok     | 2014 | [ 23 ] [ 24 ] |
| 81 | BR | Polska    | Sebastian Przyrowski | 29   | Podpisano | 2 lata  | 2014 | [ 25 ]        |
| 21 | LO | Polska    | Maciej Sadlok        | 21   | Podpisano | rok     | 2014 | [ 25 ]        |
| 1  | BR | Polska    | Michał Gliwa         | 22   | Podpisano | 2 lata  | 2014 | [ 25 ]        |
| 90 | N  | Polska    | Artur Sobiech        | 21   | Odrzucono | rok     | 2014 | [ 25 ]        |

## Transfery

### Do Polonii
| Nr | P  | Nar                | Imię i nazwisko       | Wiek | Z                    | Typ                   | Okienko | Do   | Kwota                         |
| -- | -- | ------------------ | --------------------- | ---- | -------------------- | --------------------- | ------- | ---- | ----------------------------- |
| 3  | PO | Macedonia Północna | Ałeksandar Todorowski | 27   | FK Rad               | Transfer              | Letnie  | 2014 | Wolny                         |
| 15 | PS | Polska             | Grzegorz Bonin        | 27   | Górnik Zabrze        | Transfer              | Letnie  | 2014 | Wolny                         |
| 4  | ŚO | Polska             | Marcin Baszczyński    | 33   | Atromitos Ateny      | Transfer              | Letnie  | 2013 | Wolny                         |
| 29 | N  | Czechy             | Pavel Šultes          | 25   | Sigma Ołomuniec      | Transfer              | Letnie  | 2014 | 1 mln zł                      |
| 8  | ŚP | Słowacja           | Róbert Jež            | 29   | Górnik Zabrze        | Transfer              | Letnie  | 2014 | 4 mln zł + Daniel Gołębiewski |
| 10 | N  | Austria            | Daniel Sikorski       | 23   | Górnik Zabrze        | Transfer              | Letnie  | 2015 | 4 mln zł + Daniel Gołębiewski |
| 26 | DP | Polska             | Krystian Feciuch      | 22   | Lubuszanin Trzcianka | Powrót z wypożyczenia | Letnie  | bd   | n/a                           |
| 31 | ŚP | Polska             | Daniel Mąka           | 23   | LKS Nieciecza        | Powrót z wypożyczenia | Letnie  | 2011 | n/a                           |
| 13 | ŚO | Polska             | Adam Kokoszka         | 24   | Empoli FC            | Wykupienie            | Letnie  | 2014 | 200 tys. €                    |
| 14 | PS | Polska             | Miłosz Przybecki      | 20   | Ruch Radzionków      | Transfer              | Letnie  | 2014 | Wolny                         |
| 9  | N  | Albania            | Edgar Çani            | 21   | US Palermo           | Wypożyczenie          | Letnie  | 2012 | n/a                           |
| ?  | N  | Polska             | Michał Grunt          | 17   | Zagłębie Sosnowiec   | Wypożyczenie          | Letnie  | bd   | n/a                           |
| 20 | PO | Izrael             | Awiram Baruchjan      | 27   | Beitar Jerozolima    | Transfer              | Zimowe  | 2014 | 900 tys. zł                   |
| 14 | N  | Gruzja             | Wladimer Dwaliszwili  | 26   | Maccabi Hajfa        | Transfer              | Zimowe  | 2014 | 1125 tys. zł                  |

### Z Polonii
| Nr | P  | Nar       | Imię i nazwisko     | Wiek | Do               | Typ                   | Okienko | Kwota                        |
| -- | -- | --------- | ------------------- | ---- | ---------------- | --------------------- | ------- | ---------------------------- |
| 15 | LS | Białoruś  | Dzmitryj Rekisz     | 22   | Dynamo Mińsk     | Koniec wypożyczenia   | Letnie  | n/a                          |
| 19 | N  | Polska    | Daniel Gołębiewski  | 23   | Górnik Zabrze    | Wypożyczenie          | Letnie  | Daniel Sikorski i Róbert Jež |
| 44 | ŚP | Serbia    | Miloš Adamović      | 22   | Sheriff Tyraspol | Koniec wypożyczenia   | Letnie  | n/a                          |
| 25 | N  | Polska    | Damian Jaroń        | 21   | Wisła Płock      | Transfer              | Letnie  | bd                           |
| 3  | SO | Polska    | Dariusz Pietrasiak  | 31   | Śląsk Wrocław    | Rozwiązanie kontraktu | Letnie  | Wolny                        |
| 10 | PO | Polska    | Adrian Mierzejewski | 24   | Trabzonspor      | Transfer              | Letnie  | 21 mln zł                    |
| 14 | LO | Polska    | Mariusz Zasada      | 28   | Wolny agent      | Rozwiązanie kontraktu | Letnie  | Wolny                        |
| 16 | DP | Hiszpania | Andreu              | 27   | Wolny agent      | Koniec kontraktu      | Letnie  | Wolny                        |
| 20 | DP | Polska    | Patryk Rachwał      | 30   | Zagłębie Lubin   | Rozwiązanie kontraktu | Letnie  | Wolny                        |
| ?  | ŚO | Polska    | Rafał Zembrowski    | 20   | Wisła Płock      | Transfer              | Letnie  | bd                           |
| 90 | N  | Polska    | Artur Sobiech       | 21   | Hannover 96      | Transfer              | Letnie  | 4,4 mln zł                   |
| 7  | LS | Polska    | Janusz Gancarczyk   | 27   | Zagłębie Lubin   | Rozwiązanie kontraktu | Letnie  | Wolny                        |
| 9  | LS | Polska    | Euzebiusz Smolarek  | 30   | Al-Khor SC       | Rozwiązanie kontraktu | Letnie  | Wolny                        |
| 30 | BR | Polska    | Łukasz Skowron      | 20   | Radomiak Radom   | Wypożyczenie          | Letnie  | n/a                          |
| 31 | N  | Polska    | Daniel Mąka         | 23   | Polonia Bytom    | Rozwiązanie kontraktu | Letnie  | Wolny                        |
| 15 | PO | Polska    | Grzegorz Bonin      | 15   | ŁKS Łódź         | Rozwiązanie kontraktu | Zimowe  | Wolny                        |

## Testy
| P  | Nar     | Imię i nazwisko | Wiek | Czas trwania  | Typ      | Klub         | Źródło |
| -- | ------- | --------------- | ---- | ------------- | -------- | ------------ | ------ |
| BR | Polska  | Adrian Lis      | 19   | 27 czerwca –  | Treningi | Warta Poznań | [ 26 ] |
| N  | Albania | Edgar Çani      | 21   | 13 – 15 lipca | Treningi | US Palermo   | [ 27 ] |

## Rozegrane mecze

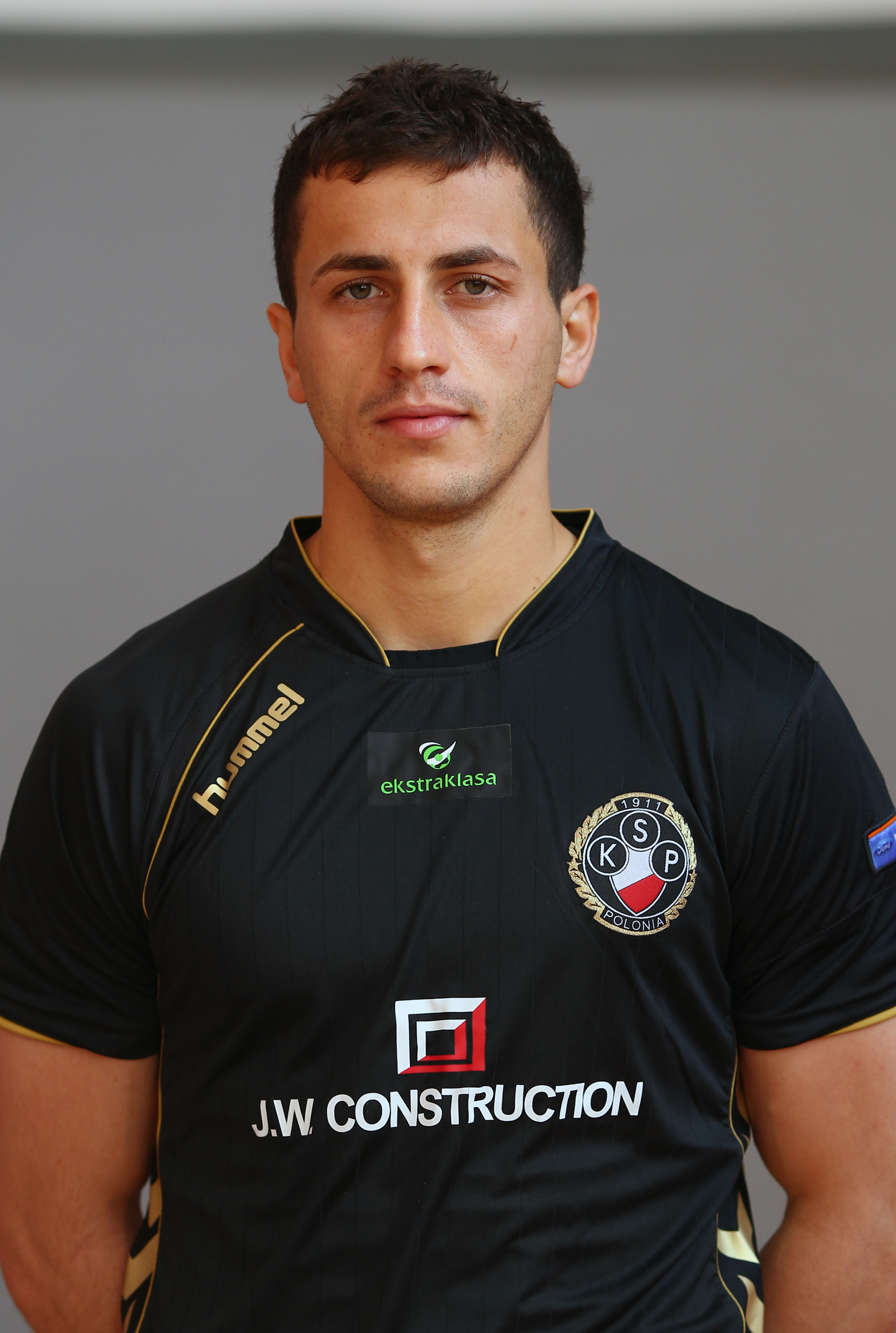
Tomasz Jodłowiec – zawodnik z największą liczbą rozegranych spotkań w sezonie – 29, w tym 28 w lidze

| Nr | P  | Nar                | Imię i nazwisko       | Minuty na boisku | Suma  | Suma   | Liga  | Liga   | Puchar | Puchar |
| Nr | P  | Nar                | Imię i nazwisko       | Minuty na boisku | Mecze | Bramki | Mecze | Bramki | Mecze  | Bramki |
| -- | -- | ------------------ | --------------------- | ---------------- | ----- | ------ | ----- | ------ | ------ | ------ |
| 1  | BR | Polska             | Michał Gliwa          | 1260             | 14    | 0      | 12    | 0      | 2      | 0      |
| 2  | PO | Czechy             | Radek Mynář           | 160              | 3     | 0      | 2     | 0      | 1      | 0      |
| 3  | OB | Polska             | Adam Pazio            | 54               | 2     | 0      | 2     | 0      | 0      | 0      |
| 4  | ŚO | Polska             | Marcin Baszczyński    | 2159             | 24    | 0      | 23    | 0      | 1      | 0      |
| 5  | ŚO | Serbia             | Đorđe Čotra           | 1705             | 19    | 0      | 17    | 0      | 2      | 0      |
| 6  | ŚO | Polska             | Tomasz Jodłowiec      | 2608             | 29    | 1      | 28    | 1      | 1      | 0      |
| 7  | PO | Polska             | Paweł Wszołek         | 1241             | 28    | 3      | 26    | 2      | 2      | 1      |
| 8  | ŚP | Słowacja           | Róbert Jež            | 1711             | 21    | 2      | 21    | 2      | 0      | 0      |
| 9  | NA | Albania            | Edgar Çani            | 1607             | 28    | 13     | 26    | 11     | 2      | 2      |
| 10 | NA | Austria            | Daniel Sikorski       | 467              | 15    | 0      | 15    | 0      | 0      | 0      |
| 11 | NA | Polska             | Michał Grunt          | 13               | 1     | 0      | 0     | 0      | 1      | 0      |
| 13 | ŚO | Polska             | Adam Kokoszka         | 1516             | 17    | 0      | 16    | 0      | 1      | 0      |
| 14 | PO | Polska             | Miłosz Przybecki      | 167              | 4     | 0      | 2     | 0      | 2      | 0      |
| 14 | NA | Gruzja             | Wladimer Dwaliszwili  | 1049             | 12    | 3      | 12    | 3      | 0      | 0      |
| 15 | PO | Polska             | Grzegorz Bonin        | 873              | 14    | 1      | 12    | 0      | 2      | 1      |
| 17 | NA | Polska             | Łukasz Teodorczyk     | 605              | 11    | 3      | 11    | 3      | 0      | 0      |
| 18 | ŚP | Polska             | Łukasz Trałka         | 2372             | 27    | 1      | 25    | 1      | 2      | 0      |
| 20 | PO | Izrael             | Aviram Baruchyan      | 169              | 5     | 0      | 5     | 0      | 0      | 0      |
| 21 | ŚO | Polska             | Maciej Sadlok         | 1947             | 23    | 0      | 21    | 0      | 2      | 0      |
| 22 | LO | Polska             | Tomasz Brzyski        | 1675             | 26    | 1      | 25    | 1      | 1      | 0      |
| 24 | PO | Polska             | Jakub Tosik           | 588              | 13    | 0      | 12    | 0      | 1      | 0      |
| 26 | ŚO | Macedonia Północna | Ałeksandar Todorowski | 1449             | 18    | 1      | 16    | 0      | 2      | 1      |
| 28 | ŚP | Polska             | Łukasz Piątek         | 1592             | 26    | 0      | 24    | 0      | 2      | 0      |
| 29 | LS | Czechy             | Pavel Šultes          | 1766             | 28    | 2      | 27    | 2      | 1      | 0      |
| 32 | LS | Brazylia           | Bruno                 | 1253             | 19    | 5      | 19    | 5      | 0      | 0      |
| 33 | OB | Polska             | Daniel Ciach          | 9                | 1     | 0      | 1     | 0      | 0      | 0      |
| 81 | BR | Polska             | Sebastian Przyrowski  | 1591             | 18    | 0      | 18    | 0      | 0      | 0      |

Źródło:90minut.pl

## Strzelcy
| Nr                            | P                             | Nar                           | Imię i nazwisko               | Ekstraklasa | Puchar | Suma |
| ----------------------------- | ----------------------------- | ----------------------------- | ----------------------------- | ----------- | ------ | ---- |
| 9                             | N                             | Albania                       | Edgar Çani                    | 11          | 2      | 13   |
| 32                            | LS                            | Brazylia                      | Bruno                         | 5           | 0      | 5    |
| 14                            | N                             | Gruzja                        | Wladimer Dwaliszwili          | 3           | 0      | 3    |
| 17                            | N                             | Polska                        | Łukasz Teodorczyk             | 3           | 0      | 3    |
| 7                             | PS                            | Polska                        | Paweł Wszołek                 | 2           | 1      | 3    |
| 29                            | N                             | Czechy                        | Pavel Šultes                  | 2           | 0      | 2    |
| 8                             | ŚP                            | Słowacja                      | Róbert Jež                    | 2           | 0      | 2    |
| 6                             | ŚO                            | Polska                        | Tomasz Jodłowiec              | 1           | 0      | 1    |
| 22                            | LO                            | Polska                        | Tomasz Brzyski                | 1           | 0      | 1    |
| 18                            | ŚP                            | Polska                        | Łukasz Trałka                 | 1           | 0      | 1    |
| 26                            | ŚO                            | Macedonia Północna            | Ałeksandar Todorowski         | 0           | 1      | 1    |
| 15                            | PS                            | Polska                        | Grzegorz Bonin                | 0           | 1      | 1    |
| bramki samobójcze przeciwnika | bramki samobójcze przeciwnika | bramki samobójcze przeciwnika | bramki samobójcze przeciwnika | 2           | 0      | 2    |
| Łącznie bramki zdobyte        | Łącznie bramki zdobyte        | Łącznie bramki zdobyte        | Łącznie bramki zdobyte        | 33          | 5      | 38   |

## Kartki

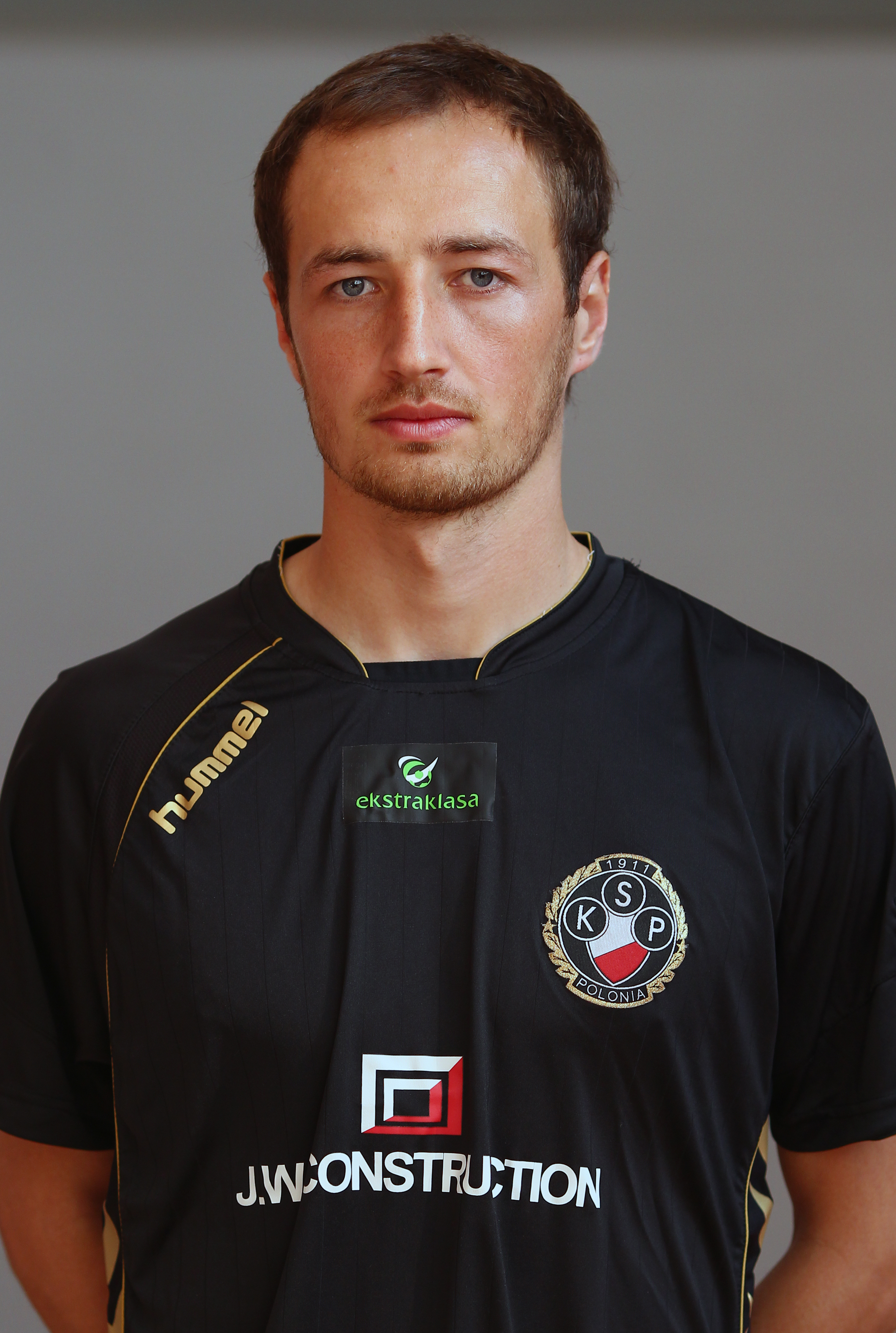
Zawodnik z największą liczbą żółtych kartek – Łukasz Trałka

| Nr             | P              | Nar                | Imię i nazwisko       |    |   |
| -------------- | -------------- | ------------------ | --------------------- | -- | - |
| 18             | PO             | Polska             | Łukasz Trałka         | 9  | 0 |
| 32             | PO             | Brazylia           | Bruno                 | 8  | 0 |
| 5              | OB             | Serbia             | Đorđe Čotra           | 7  | 1 |
| 21             | OB             | Polska             | Maciej Sadlok         | 6  | 2 |
| 9              | N              | Albania            | Edgar Çani            | 6  | 2 |
| 6              | OB             | Polska             | Tomasz Jodłowiec      | 6  | 1 |
| 13             | OB             | Polska             | Adam Kokoszka         | 5  | 1 |
| 7              | PO             | Polska             | Paweł Wszołek         | 5  | 1 |
| 4              | OB             | Polska             | Marcin Baszczyński    | 5  | 0 |
| 8              | PO             | Słowacja           | Róbert Jež            | 4  | 0 |
| 26             | OB             | Macedonia Północna | Ałeksandar Todorowski | 3  | 0 |
| 17             | N              | Polska             | Łukasz Teodorczyk     | 3  | 0 |
| 14             | NA             | Gruzja             | Wladimer Dwaliszwili  | 2  | 0 |
| 29             | N              | Czechy             | Pavel Šultes          | 2  | 0 |
| 22             | OB             | Polska             | Tomasz Brzyski        | 1  | 0 |
| 24             | OB             | Polska             | Jakub Tosik           | 1  | 0 |
| 15             | PO             | Polska             | Grzegorz Bonin        | 1  | 0 |
| 28             | PO             | Polska             | Łukasz Piątek         | 1  | 0 |
| 10             | N              | Austria            | Daniel Sikorski       | 1  | 0 |
| 20             | PO             | Izrael             | Awiram Baruchjan      | 1  | 0 |
| 81             | BR             | Polska             | Sebastian Przyrowski  | 0  | 1 |
| Łącznie kartki | Łącznie kartki | Łącznie kartki     | Łącznie kartki        | 77 | 9 |

## Sztab szkoleniowy i władze klubu

### Sztab szkoleniowy
| Funkcja                         | Osoba              |
| ------------------------------- | ------------------ |
| Trener                          | Jacek Zieliński    |
| Asystent                        | Marek Zub          |
| Trener bramkarzy                | Radosław Majdan    |
| Trener przygotowania fizycznego | Tomasz Rybarczyk   |
| Kierownik drużyny               | Igor Gołaszewski   |
| Lekarz                          | Jacek Jaroszewski  |
| Masażysta                       | Paweł Bamber       |
| Masażysta                       | Wojciech Spałek    |
| Masażysta                       | Magdalena Broda    |
| Analiza gry                     | Piotr Stokowiec    |
| Dyrektor sportowy               | Kazimierz Jagiełło |

Źródło: ksppolonia.pl

### Władze klubu
| Funkcja                      | Osoba                   |
| ---------------------------- | ----------------------- |
| Prezes Zarządu               | Józef Wojciechowski     |
| Członek zarządu              | Norbert Kotala          |
| Członek zarządu              | Małgorzata Szwarc-Sroka |
| Członek zarządu              | Włodzimierz Lubański    |
| Rada Nadzorcza               | Jerzy Klockowski        |
| Rada Nadzorcza               | Wojciech Gradek         |
| Rada Nadzorcza               | Maciej Gnoiński         |
| Rada Nadzorcza               | Józef Oleksy            |
| Dyrektor Administracyjny     | Anna Sykała             |
| Rzecznik Prasowy             | Jakub Krupa             |
| Kierownik ds. bezpieczeństwa | Roman Kowalski          |

Źródło: ksppolonia.pl

## Rozgrywki

### Liga
| Nr | Data                 | K  | Miejsce | Rywal                      | Wynik | Raport | Strzelcy                                                             |
| -- | -------------------- | -- | ------- | -------------------------- | ----- | ------ | -------------------------------------------------------------------- |
| 1  | 29 lipca 2011        | 1  | D       | Lechia Gdańsk              | 1:0   | Raport | Bruno '79                                                            |
| 2  | 6 sierpnia 2011      | 2  | D       | Wisła Kraków               | 1:1   | Raport | Bruno '24 – Biton '66                                                |
| 3  | 13 sierpnia 2011     | 3  | D       | ŁKS Łódź                   | 2:0   | Raport | Bruno '34, Adamski (sam.) '84                                        |
| 4  | 20 sierpnia 2011     | 4  | W       | Widzew Łódź                | 0:1   | Raport | Prince '47                                                           |
| 5  | 27 sierpnia 2011     | 5  | D       | GKS Bełchatów              | 2:1   | Raport | Bruno '18, Teodorczyk '52 – Nowak '14                                |
| 6  | 11 września 2011     | 6  | W       | Jagiellonia Białystok      | 2:3   | Raport | Teodorczyk '66, Jež '87 – Skerla '25, Frankowski '53, Grzyb '72      |
| 7  | 18 września 2011     | 7  | D       | Legia Warszawa             | 2:1   | Raport | Jodłowiec '60, Çani '75 – Radović '23                                |
| 9  | 26 września 2011     | 8  | D       | Korona Kielce              | 0:0   | Raport |                                                                      |
| 10 | 2 października 2011  | 9  | W       | Śląsk Wrocław              | 0:4   | Raport | Celeban '24, Mila '45+1, Gikiewicz '77, Pietrasiak '90               |
| 11 | 15 października 2011 | 10 | D       | Górnik Zabrze              | 1:1   | Raport | Çani '36 – Nakoulma '90                                              |
| 13 | 24 października 2011 | 11 | W       | Cracovia                   | 0:0   | Raport |                                                                      |
| 14 | 31 października 2011 | 12 | W       | Ruch Chorzów               | 1:0   | Raport | Šultes '65                                                           |
| 15 | 4 listopada 2011     | 13 | D       | Lech Poznań                | 1:0   | Raport | Çani '90                                                             |
| 16 | 18 listopada 2011    | 14 | W       | Zagłębie Lubin             | 0:1   | Raport | Traoré '80                                                           |
| 17 | 25 listopada 2011    | 15 | D       | Podbeskidzie Bielsko-Biała | 2:1   | Raport | Çani '72, '84 – Sacha '3                                             |
| 18 | 2 grudnia 2011       | 16 | W       | Lechia Gdańsk              | 3:1   | Raport | Çani '9, '14, '43 – Traoré '37                                       |
| 19 | 9 grudnia 2011       | 17 | W       | Wisła Kraków               | 1:0   | Raport | Šultes '82                                                           |
| 20 | 17 lutego 2012       | 18 | W       | ŁKS Łódź                   | 2:0   | Raport | Jež '15, Çani '70                                                    |
| 21 | 25 lutego 2012       | 19 | D       | Widzew Łódź                | 1:2   | Rapotr | Dwaliszwili '90 – Dhifallah '15, Brzyski (sam.) '32                  |
| 22 | 3 marca 2012         | 20 | W       | GKS Bełchatów              | 1:2   | Raport | Bruno '66 – Kosowski '47, Mak '59                                    |
| 23 | 12 marca 2012        | 21 | D       | Jagiellonia Białystok      | 4:1   | Raport | Çani '36, Wszołek '74, Brzyski '83, Teodorczyk '90 – Makuszewski '59 |
| 24 | 16 marca 2012        | 22 | W       | Legia Warszawa             | 0:0   | Raport |                                                                      |
| 25 | 26 marca 2012        | 23 | W       | Korona Kielce              | 0:3   | Raport | Golański '48, Korzym '54, Lenartowski '59                            |
| 26 | 1 kwietnia 2012      | 24 | D       | Śląsk Wrocław              | 3:0   | Raport | Dwaliszwili '38, Trałka '54, Teodorczyk '69                          |
| 27 | 5 kwietnia 2012      | 25 | W       | Górnik Zabrze              | 0:1   | Raport | Danch '73                                                            |
| 28 | 16 kwietnia 2012     | 26 | D       | Cracovia                   | 2:1   | Raport | Dwaliszwili '4, Çani '70 – van der Biezen '87                        |
| 29 | 20 kwietnia 2012     | 27 | D       | Ruch Chorzów               | 0:1   | Raport | Đokić '55                                                            |
| 30 | 27 kwietnia 2012     | 28 | W       | Lech Poznań                | 0:1   | Raport | Ubiparip '59                                                         |
| 31 | 3 maja 2012          | 29 | D       | Zagłębie Lubin             | 0:4   | Raport | Pawłowski '10, '52, '65, '79                                         |
| 32 | 6 maja 2012          | 30 | W       | Podbeskidzie Bielsko-Biała | 1:1   | Raport | Wszołek '12 – Patejuk '90                                            |

#### Miejsca Polonii po danej kolejce
| Kolejka          |   |   |   |   |   |   |   |   |    |    |    |    |    |    |    |    |    |    |    |    |    |    |    |    |    |    |    |    |    |   |
| 1                | 2 | 3 | 4 | 5 | 6 | 7 | 8 | 9 | 10 | 11 | 12 | 13 | 14 | 15 | 16 | 17 | 18 | 19 | 20 | 21 | 22 | 23 | 24 | 25 | 26 | 27 | 28 | 29 | 30 |   |
| Zajmowana lokata | 5 | 7 | 4 | 5 | 4 | 6 | 4 | 6 | 9  | 7  | 8  | 7  | 4  | 5  | 4  | 3  | 3  | 2  | 3  | 4  | 4  | 4  | 5  | 5  | 5  | 4  | 6  | 6  | 6  | 6 |

### Puchar Polski
| Nr | Data                 | R    | Miejsce | Rywal           | Wynik | Raport | Strzelcy                                                          |
| -- | -------------------- | ---- | ------- | --------------- | ----- | ------ | ----------------------------------------------------------------- |
| 8  | 21 września 2011     | 1/16 | W       | Ruch Radzionków | 4:0   | Raport | Çani '49, '84, Wszołek '71, Bonin '89                             |
| 12 | 19 października 2011 | ⅛    | W       | Arka Gdynia     | 1:3   | Raport | Mazurkiewicz '17, Jarzębowski '29, Iwanowski '72 – Todorowski '48 |

### Mecze towarzyskie
| Data             | Miejsce | Rywal                      | Wynik | Raport | Strzelcy                                                              |
| ---------------- | ------- | -------------------------- | ----- | ------ | --------------------------------------------------------------------- |
| 29 czerwca 2011  | N       | Lechia Gdańsk              | 0:0   | Raport |                                                                       |
| 5 lipca 2011     | N       | Warta Poznań               | 5:1   | Raport | Sikorski '3, '22, Piątek '78, Teodorczyk '83, Wszołek '85 – Sasin '55 |
| 12 lipca 2011    | N       | SC Freiburg                | 0:1   | Raport | Cissé '31 (k)                                                         |
| 16 lipca 2011    | N       | Borussia Dortmund          | 2:1   | Raport | Baszczyński '61, Çani '72 – Zidan '50                                 |
| 19 lipca 2011    | N       | Olympiakos SFP             | 1:2   | Raport | Bruno '34 (k) – Grbić '2, Fuster '59                                  |
| 23 lipca 2011    | N       | Podbeskidzie Bielsko-Biała | 2:2   | Raport | Kokoszka '28, Sikorski '83 – Cieśliński '55, Broniewicz '75           |
| 12 września 2011 | W       | ŁKS Łódź                   | 1:0   | Raport | Čotra '79                                                             |

### Reprezentacje narodowe
| Imię i nazwisko    | Reprezentacja           | Mecze | Bramki |
| ------------------ | ----------------------- | ----- | ------ |
| Adam Ryczkowski    | Polska U-15             | 2     | –      |
| Bartłomiej Skowron | Polska U-15             | 1     | –      |
| Konrad Budek       | Polska U-17             | 1     | –      |
| Dominik Ochman     | Polska U-18             | 1     | –      |
| Paweł Wszołek      | Polska U-20 Polska U-21 | 2 3   | –      |
| Dawid Weis         | Polska U-20             | 1     | –      |
| Łukasz Teodorczyk  | Polska U-21             | 3     | 2      |
| Miłosz Przybecki   | Polska U-21             | 3     | –      |
| Jakub Tosik        | Polska U-23             | 1     | –      |
| Tomasz Jodłowiec   | Polska                  | 6     | –      |
| Maciej Sadlok      | Polska                  | 1     | –      |
| Łukasz Trałka      | Polska                  | 1     | –      |
| Michał Gliwa       | Polska                  | 1     | –      |
| Róbert Jež         | Słowacja                | 3     | 1      |

## Statystyki trenerskie
| Trener              | Kraj   | Od         | Do         | Ogółem | Ogółem     | Ogółem | Ogółem  | Ogółem         |
| Trener              | Kraj   | Od         | Do         | Mecze  | Zwycięstwa | Remisy | Porażki | Zwycięstwa (%) |
| ------------------- | ------ | ---------- | ---------- | ------ | ---------- | ------ | ------- | -------------- |
| Jacek Zieliński     | Polska | 22.03.2011 | 27.03.2012 | 23     | 11         | 5      | 7       | 47.83          |
| Czesław Michniewicz | Polska | 28.03.2012 | 08.05.2012 | 7      | 2          | 1      | 4       | 28.57          |

## Młoda Ekstraklasa
Polonia Warszawa posiada także drużynę młodzieżową występującą w rozgrywkach Młodej Ekstraklasy. Zgodnie z regulaminem, kadry zawodnicze poszczególnych zespołów Młodej Ekstraklasy mogą składać się tylko z takich piłkarzy, którzy rocznikowo nie przekroczyli 21 roku życia (dla sezonu 2011/2012 górną barierą jest 1 stycznia 1990, jako data urodzenia) i młodszych, ale powyżej 16 roku życia. Regulamin dopuszcza jednak zgłoszenie przez każdą ekipę trzech zawodników do danego meczu powyżej tej granicy wiekowej, także tych którzy są w kadrze seniorów klubu. Często też, wyróżniający się zawodnicy drużyny młodzieżowej dopuszczani są do treningów z drużyną seniorów. Trenerem drużyny ME Polonii Warszawa jest Piotr Stokowiec.

### Kadra Młodej Ekstraklasy
Źródło: Oficjalna strona Polonii Warszawa
| Pozycja    | Imię i nazwisko   | Data urodzenia |
| ---------- | ----------------- | -------------- |
| Bramkarze  | Dominik Budzyński | 02.06.1992     |
| Obrońcy    | Jan Dźwigała      | 25.03.1994     |
| Obrońcy    | Aleksander Fogler | ?              |
| Obrońcy    | Konrad Głódź      | ?              |
| Obrońcy    | Marcin Grabowski  | 23.03.1992     |
| Obrońcy    | Maciej Joczys     | 11.03.1992     |
| Obrońcy    | Roger Salla       | 08.06.1993     |
| Pomocnicy  | Borys Rusak       | 05.05.1991     |
| Pomocnicy  | Adam Pazio        | 27.09.1992     |
| Pomocnicy  | Mateusz Michalski | 29.06.1991     |
| Pomocnicy  | Sebastian Olczak  | 30.11.1991     |
| Pomocnicy  | Mateusz Gliński   | 03.06.1991     |
| Pomocnicy  | Jakub Cesarek     | 27.03.1993     |
| Pomocnicy  | Marcin Kur        | 22.02.1992     |
| Pomocnicy  | Dominik Ochman    | 07.01.1994     |
| Pomocnicy  | Dawid Weis        | 28.07.1992     |
| Napastnicy | Tomasz Barszcz    | 22.09.1991     |
| Napastnicy | Michał Grunt      | 10.09.1993     |
| Napastnicy | Patryk Olszewski  | 29.08.1992     |

### Rozegrane mecze w ramach Młodej Ekstraklasy
Uwaga: W meczach Młodej Ekstraklasy mogą uczestniczyć także zawodnicy z kadry seniorów w zależności od ich formy piłkarskiej i potrzeb taktycznych pierwszej drużyny oraz drużyny ME.
| P  | Nar                | Imię i nazwisko       | Minuty na boisku | Mecze | Bramki |
| -- | ------------------ | --------------------- | ---------------- | ----- | ------ |
| BR | Polska             | Dominik Budzyński     | 630              | 7     | 0      |
| BR | Polska             | Michał Gliwa          | 360              | 4     | 0      |
| BR | Polska             | Adrian Lis            | 540              | 6     | 0      |
| OB | Czechy             | Radek Mynář           | 180              | 2     | 1      |
| OB | Macedonia Północna | Ałeksandar Todorowski | 189              | 3     | 0      |
| OB | Polska             | Daniel Ciach          | 1395             | 16    | 4      |
| OB | Polska             | Bartosz Czarnecki     | 54               | 2     | 0      |
| OB | Polska             | Jan Dźwigała          | 289              | 5     | 1      |
| OB | /                  | Roger Salla           | 590              | 11    | 0      |
| OB | Polska             | Marcin Grabowski      | 378              | 7     | 0      |
| OB | Serbia             | Đorđe Čotra           | 405              | 5     | 1      |
| OB | Polska             | Jakub Tosik           | 405              | 5     | 0      |
| OB | Polska             | Maciej Sadlok         | 45               | 1     | 0      |
| OB | Polska             | Daniel Kokosiński     | 90               | 1     | 0      |
| OB | Polska             | Aleksander Fogler     | 78               | 5     | 0      |
| OB | Polska             | Tomasz Brzyski        | 90               | 1     | 1      |
| OB | Polska             | Konrad Głódź          | 1                | 1     | 0      |
| OB | Polska             | Jacek Karbowniak      | 168              | 4     | 0      |
| PO | Polska             | Adam Pazio            | 1485             | 17    | 0      |
| PO | Polska             | Adam Gołaszewski      | 59               | 4     | 0      |
| PO | Polska             | Mateusz Gliński       | 3                | 1     | 0      |
| PO | Polska             | Maciej Joczys         | 864              | 12    | 0      |
| PO | Polska             | Borys Rusak           | 1034             | 14    | 0      |
| PO | Polska             | Sebastian Olczak      | 1054             | 15    | 0      |
| PO | Polska             | Marcin Kur            | 648              | 13    | 0      |
| PO | Polska             | Miłosz Przybecki      | 924              | 12    | 4      |
| PO | Polska             | Jakub Cesarek         | 555              | 12    | 0      |
| PO | Polska             | Dawid Weis            | 1320             | 17    | 1      |
| PO | Polska             | Dominik Ochman        | 241              | 9     | 0      |
| PO | Polska             | Mateusz Michalski     | 815              | 13    | 0      |
| PO | Czechy             | Pavel Šultes          | 45               | 1     | 0      |
| PO | Polska             | Grzegorz Bonin        | 90               | 1     | 0      |
| NA | Polska             | Tomasz Barszcz        | 445              | 14    | 0      |
| NA | Polska             | Patryk Olszewski      | 58               | 2     | 0      |
| NA | Polska             | Łukasz Teodorczyk     | 90               | 1     | 1      |
| NA | Albania            | Edgar Çani            | 45               | 1     | 0      |
| NA | /                  | Daniel Sikorski       | 79               | 1     | 0      |
| NA | Polska             | Michał Grunt          | 1069             | 13    | 6      |
| NA | Polska             | Kamil Hernik          | 20               | 1     | 0      |

Aktualne na: zakończenie sezonu jesiennego

Źródło: 90minut.pl

### Sztab szkoleniowy drużyny ME

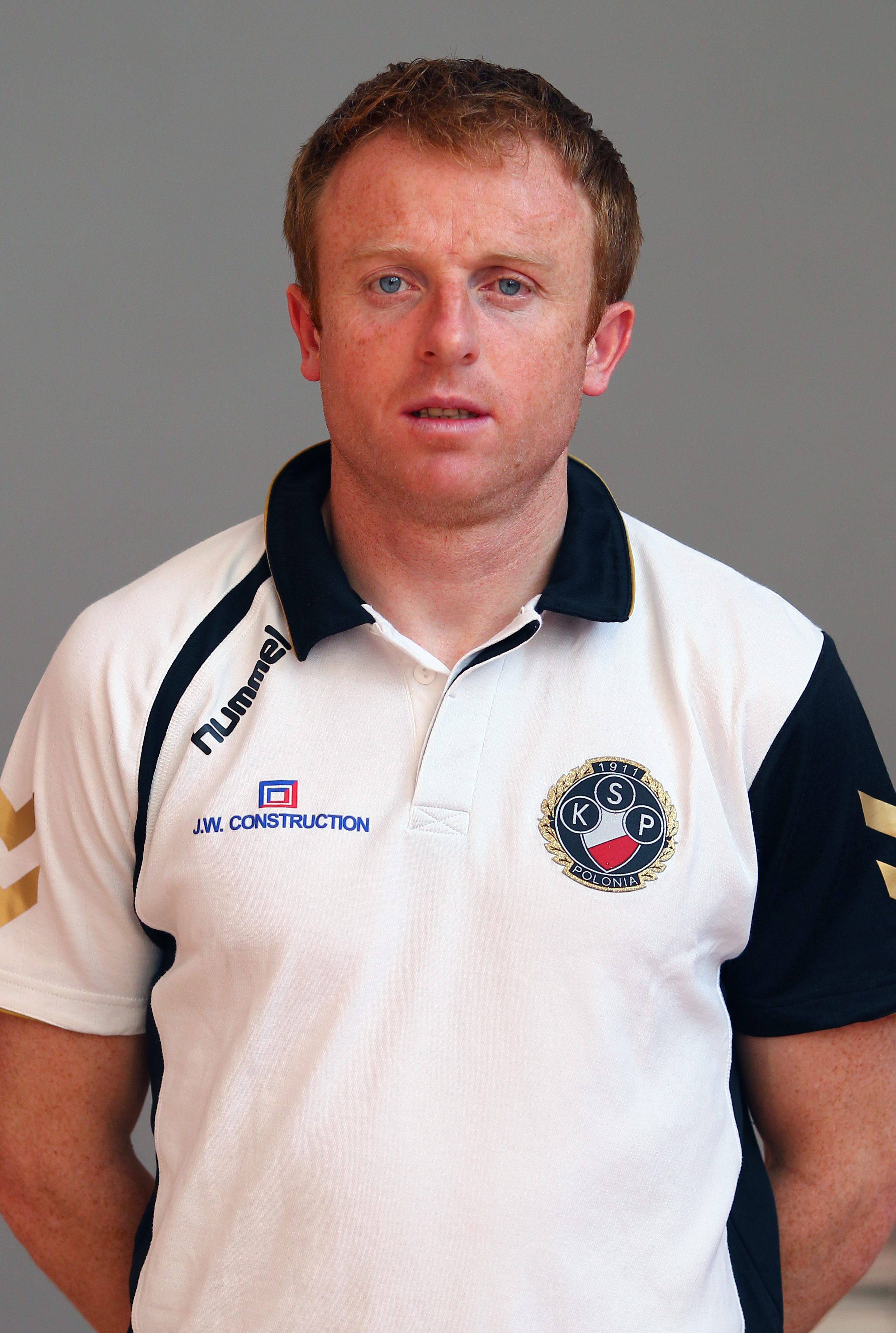
Piotr Stokowiec – trener drużyny ME

| Funkcja             | Osoba            |
| ------------------- | ---------------- |
| Trener              | Piotr Stokowiec  |
| Asystenci           | Paweł Olczak     |
| Asystenci           | Andrzej Sikorski |
| Trener bramkarzy ME | Jarosław Bako    |
| Lekarz ME           | Maciej Płończak  |
| Masażysta ME        | Przemysław Steck |